# Cúp bóng đá Phần Lan 1999
Cúp bóng đá Phần Lan 1999 (tiếng Phần Lan: Suomen Cup) là mùa giải thứ 45 của giải đấu cúp bóng đá thường niên ở Phần Lan. Giải được tổ chức theo hình thức giải đấu loại trực tiếp và việc tham gia giải là tự nguyện. Trận chung kết diễn ra ở Sân vận động Olympic, Helsinki ngày 30 tháng 10 năm 1999 và FC Jokerit đánh bại FF Jaro với tỉ số 2-1 trước sự chứng kiến của 3.217 khán giả. 

## Các vòng đầu
Không có.

## Vòng Bảy
| Thứ tự | Đội nhà          | Tỉ số | Đội khách         | Thông tin |
| ------ | ---------------- | ----- | ----------------- | --------- |
| 1      | Honka Espoo      | 1-4   | MyPa Anjalankoski |           |
| 2      | Jaro Pietarsaari | 4-0   | RoPS Rovaniemi    |           |
| 3      | Jazz Pori        | 2-1   | VPS Vaasa         |           |
| 4      | TPS Turku        | 2-1   | KThành phố Kotka  |           |

| Thứ tự | Đội nhà               | Tỉ số | Đội khách        | Thông tin |
| ------ | --------------------- | ----- | ---------------- | --------- |
| 5      | FC Mikkeli            | 1-2   | FC Lahti         |           |
| 6      | Rakuunat Lappeenranta | 1-2   | Jokerit Helsinki |           |
| 7      | United Tampere        | 2-0   | Haka Valkeakoski |           |
| 8      | FinnPa Helsinki       | 1-3   | HJK Helsinki     |           |

## Tứ kết
| Thứ tự | Đội nhà          | Tỉ số | Đội khách         | Thông tin |
| ------ | ---------------- | ----- | ----------------- | --------- |
| 1      | Jokerit Helsinki | 2-1   | FC Lahti          |           |
| 2      | United Tampere   | 1-5   | MyPa Anjalankoski |           |

| Thứ tự | Đội nhà   | Tỉ số        | Đội khách        | Thông tin |
| ------ | --------- | ------------ | ---------------- | --------- |
| 3      | Jazz Pori | 0-2          | Jaro Pietarsaari |           |
| 4      | TPS Turku | 2-2 1-3 (p.) | HJK Helsinki     |           |

## Bán kết
| Thứ tự | Đội nhà           | Tỉ số | Đội khách        | Thông tin |
| ------ | ----------------- | ----- | ---------------- | --------- |
| 1      | MyPa Anjalankoski | 0-1   | Jaro Pietarsaari |           |

| Thứ tự | Đội nhà          | Tỉ số | Đội khách    | Thông tin |
| ------ | ---------------- | ----- | ------------ | --------- |
| 2      | Jokerit Helsinki | 1-0   | HJK Helsinki |           |

## Chung kết
| Thứ tự | Đội 1            | Tỉ số | Đội 2            | Thông tin       |
| ------ | ---------------- | ----- | ---------------- | --------------- |
| 1      | Jokerit Helsinki | 2-1   | Jaro Pietarsaari | Khán giả: 3.217 |